# František Leopold Stanke
František Leopold Stanke (4. července 1800 Opava – 11. května 1873 Olomouc) byl poslední zvonař v Olomouci.

## Život
Byl synem olomouckého zvonaře Františka Mikuláše Stanka (1765–1844) a jeho manželky Josefy, rozené Adolffové. Převzal zvonařskou dílnu v Olomouci. Odléval v letech 1828–1866 pro oblasti severní a východní Moravy, České Slezsko a východní Čechy. Své zvony signoval celým svým jménem popřípadě zkratkou L. F. Stanke. Od roku 1827 byl olomouckým měšťanem, v roce 1866 musel prodat otcovský dům a ukončit zvonařskou činnost. Dožil v domě čp. 4 své dcery Marie, provdané Suché. Zemřel ve věku 73 let.

## Dílo
František Leopold Stanke samostatně začal pracovat v Olomouci od roku 1825. Kromě zvonů vyráběl hasičské stříkačky. Regionální muzeum Litomyšl vlastní sbírku sádrových odlitků zvonaře Františka Leopolda Stanka Zvony dodával pro:
| rok       | místo                                                               | poznámka | zdroj         |
| --------- | ------------------------------------------------------------------- | --- | ------------- |
| 1826      | Luboměř                                                             | | [ 5 ]         |
| 1827      | kaple Navštívení Panny Marie v Děhylově                             | zvon byl ulit v Olomouci, průměr 33 cm, výška 30 cm, nápis na věnci: PER LEOPOLD FRANC: STANKE OLOMVTII ANNO 1827. | [ 7 ]         |
| 1828      | Kaménka                                                             | | [ 5 ]         |
| 1828      | Karlovice ve Slezsku                                                | | [ 5 ]         |
| 1829      | Choryně                                                             | | [ 5 ]         |
| 1830      | Plumlov                                                             | | [ 5 ]         |
| 1832      | Bernatice                                                           | | [ 5 ]         |
| 1832      | Javorník                                                            | | [ 5 ]         |
| 1833      | zvonice v Lidéřovicích                                              | váha zvonu 52 kg, vyobrazení sv. Bartoloměje, rekvírován 14. března 1917 | [ 8 ]         |
| 1834      | Bartovice                                                           | | [ 5 ]         |
| 1836      | kostel Všech svatých, Hvozdná                                       | průměr zvonu 54 cm, nese nápis: Haec campana a Leopoldo Franciseo Stanke Olomucii refusa est A.(nno) D.(omini) 1836 a reliéf sv. Barbory s kalichem a mečem. | [ 9 ]         |
| 1836      | kaple sv. Josefa, Žimrovice                                         | rekvírován v roce 1917 | [ 10 ]        |
| 1836      | Jedlí                                                               | | [ 5 ]         |
| 1837      | Boskovice                                                           | | [ 5 ]         |
| 1837      | Filiální kostel sv. Urbana, Hrubčice                                | zvon Umíráček vážil 57 liber, nesl nápis: A. Leopoldo Francisco Stanke Olomucii 1837 fusa. Byl rekvírován 29. září 1916 | [ 11 ] [ 12 ] |
| 1838      | poutní kostel Navštívení Panny Marie, Frýdek                        | zvon sv. Hedviky vážil 950 kg, druhý vážil 407 kg a byl roku 1860 nahrazen zvonem sv. František (450 kg), který byl darem administrátora Františka Kohuta. Oba tyto zvony byly rekvírovány 27. dubna 1916 | [ 13 ]        |
| 1839      | hřbitovní zvonice Nová Dědina                                       | | [ 14 ]        |
| 1839      | Kurdějov                                                            | | [ 5 ]         |
| 1839      | Filiální kostel sv. Urbana, Hrubčice                                | zvon sv. Urban vážil 400 liber, nesl nápis: Lil mne Leopold František Stanke v Holomucy roku 1839 ke cti a chvále svatého Urbana. Byl rekvírován 29. září 1916. | [ 11 ]        |
| 1840      | kostel Panny Marie – uzdravení nemocných, Karlova Studánka          | dva malé zvony | [ 5 ] [ 15 ]  |
| 1840      | Tršice                                                              | | [ 5 ]         |
| 1841      | Opava                                                               | | [ 5 ]         |
| 1841      | Dřevohostice                                                        | | [ 5 ]         |
| 1841      | Mohelnice                                                           | | [ 5 ]         |
| 1842      | Mohelnice                                                           | | [ 5 ]         |
| 1843      | Zavadilka                                                           | | [ 5 ]         |
| 1843      | kostel sv. Jana Křtitele a sv. Barbory, Lukavec u Fulneku           | váha zvonu 224 kg | [ 5 ] [ 16 ]  |
| 1843      | kaple v Růžové (okr. Bruntál)                                       | zvon ze zaniklé osady se nachází v expozici Městského muzea Rýmařov | [ 17 ]        |
| 1843      | Rožnov-Hažovice                                                     | | [ 5 ]         |
| 1843      | Černá Hora                                                          | | [ 5 ]         |
| 1843      | kostel Nanebevzetí Panny Marie, Slatina u Bílovce                   | nesl nápis nahoře: AUXILLIUM CHRISTIANORUM ORA PRO NOBIS – Panno Maria Pomocná, modli se za nás a dole nápis: A. L. F. STANKE OLOMUCII FUSA 1843 – V Olomouci ulil roku 1843 Leopold František Stanke. Rekvizice v roce 1916. | [ 18 ]        |
| 1844      | Ostrava-Muglinov                                                    | | [ 5 ]         |
| 1846      | Kaple                                                               | | [ 5 ]         |
| 1846      | kostel Jména Panny Marie, Křtiny u Brna                             | tři zvony. V roce 1844 požár kostela roztavil původní zvony. V roce 1846 byly přelity na nové zvony. Velký zvon průměr 140 cm, váha 1568 kg, nesl nápis: Von dem Abt Christoph 1742 aufgestellt, vom Brandem am 27.Mai 1844 verzehrt (česky: Od opata Kryštofa 1742 zavěšen, ohněm 27. května 1844 roztaven). Na dolním okraji: Gegossen zu Olmütz 1846 von Leopold Franz Stanke (česky: Ulit v Olomouci 1846 od Leopolda Františka Stanke). Mezi oběma okraji, na jedné straně: Von den Gräfinnen Maria Dietrichstein, Antonia Mittrofsky Dietrichstein, Theresia Mensdorf Dietrichstein hergestellt (česky: Od hraběnky Marie Dietrichsteinové, Antonie Mittrovské - Dietrichsteinové a Terezie Mensdorf - Dietrichsteinové pořízen). Nad tímto nápisem byly tři erby těchto hraběnek. Na druhé straně zvonu byl obraz křtinské Panny Marie a pod ním nápis: Trösterin in Leiden, Spenderin den Freuden, bitte für uns, Maria (česky: Těšitelko v utrpení, dárkyně radosti, oroduj za nás, Maria!). Rekvírován 25. dubna 1917. Prostřední zvon váha 784 kg nesl nápis: Ulit v 15. století, ohněm dne 27. máje 1844 zničen, přelit 1846 od Leopolda Františka Stanke v Olomouci. Na druhé straně obraz sv. Antonína a pod ním nápis: Sv. Antoníne, jméno tvé nás k pobožnosti zve. Rekvírován 22. srpna 1917. Malý zvon váha 300 kg nesl nápis nápis: Campanam hanc anno 1343 fusam, anno 1844 die 27. Maji vastatam, anno 1846 refusam, filiae Domus Dietrichsteinae cosecrarunt (česky: Tento zvon 1343 ulitý, 1844 ohněm zničený, roku 1846 přelitý, věnovaly dcery domu Dietrichsteinova). Na druhé straně obraz sv. Terezie s nápisem: Honori S. Theresiae Virginis a na okraji: A Leopoldo Fr. Stanke refusa 1846. (česky: Ke cti sv. Terezie, panny. Od Leopolda Fr. Stanke přelitý 1846) | [ 19 ] [ 20 ] |
| 1847      | Křečkovice                                                          | | [ 5 ]         |
| 1847      | Skorošice                                                           | | [ 5 ]         |
| 1847      | kostel sv. Michala, Olomouc                                         | | [ 5 ]         |
| 1847      | Dolní Újezd (okres Přerov)                                          | zvon jeden a půl centový, nesl nápis: Honori s. Ivannis Baptistae. Fusa a Leopoldo Francisco Stanke Olomucii 1847 (česky: Ke cti sv. Jana Křtitele. Ulil L.F. Stanke Olomouc 1847) | [ 21 ]        |
| 1848      | kaple sv. Josefa v Podlesí pod Pradědem, Světlá Hora (okr. Bruntál) | | [ 5 ] [ 22 ]  |
| 1849      | zvonička ve Velkém Lipovém                                          | váha zvonu cca 60 kg, výška 45 cm (s hlavicí 55,5 cm), prasklý na 35% výšky zvonu | [ 23 ]        |
| 1849      | kostel sv. Šimona a Judy, Těchanov                                  | zvon o průměru 50 cm, nezachován | [ 2 ] [ 5 ]   |
| 1849–1850 | farní kostel sv. Jana Křtitele, Frýdek                              | Z roztavených zvonů při požáru v roce 1948 byly přelity tři nové zvony. Velký zvon vážil 2730 kg, na vrchním okraji byl nápis: Post incendium die XI. Aprilis 1848 sub parocho et archipresbytero loanne Koziar anno 1849 refusa per Leop. Fr. Stanke Olomucii (česky: Po ohni dne 11. dubna 1848 byl přelit za faráře a arcikněze Jana Koziara v roce 1849 u Leop. Fr. Stankeho v Olomouci). Uprostřed: In honorem S. Ioannis Baptistae (česky: Ke cti sv. Jana Křtitele). Prostřední zvon, váha 1230 kg, měl nápis: In honorem S. Annae (česky: Ke cti sv. Anny). Malý zvon, váha 732 kg, nesl nápis: In honorem S. Wenzeslai (česky: Ke cti sv. Václava). Zvony nesly jméno zvonaře a rok 1850. Všechny tři zvony byly rekvírovány za první světové války. | [ 24 ]        |
| 1850      | Jezernice                                                           | váha zvonu byla devět centů, byl přelit ze zvonu, který ulil roku 1717 Jiří Reiner z Olomouce. Nesl nápis: Campana haec honori s. Martini dicata, Sumptibus caes. reg. fundi relig. sub Rev. Do. Josefo Deutschel a L. F. Stanke Olomucii refusa 1850. (česky: Zvon tento zasvěcen úctě sv. Martina. Nákladem c. k. náboženského fondu za dp. Josefa Deutschela od F.L. Stankeho z Olomouce přelit 1850). | [ 21 ]        |
| 1851      | kostel sv. Jana Nepomuckého, Hruška                                 | zvon sv. Jan Nepomucký, váha 167 liber, nápis: Svaté Jan Nepomucké oroduj za nás. Druhý zvon sv. Maria, váha 70 liber, nápis: A.L.F.Stanke Olonucia fusa 1851, rekvizice v první světové válce, v roce 1920 nahrazeno ocelovým zvonem. | [ 25 ]        |
| 1851      | Hynčice u Krnova                                                    | | [ 5 ]         |
| 1853      | Svébohov                                                            | | [ 5 ]         |
| 1854      | kostel sv. Jiří, Lomnice                                            | zvon sv. Jan Křtitel. Ulit lit za zničené zvony po požáru v roce 1854. Na čepci nesl nápis: S.JOANNES BAPTISTA ORA PRO NOBIS. Na věnci byl nápis: A LEOPOLDO FRANCISCO STANKE OLOMUCII FUSA 1854. – THEKLA ZIMMER. | [ 2 ]         |
| 1854      | Kostel Nalezení svatého Kříže, Rybí                                 | Velký zvon, původně bez nápisu, byl přelit s nápisem Ke cti a chvále Nalezení sv. Kříže. Přelitý roku 1854 za času velebného pána Pavla Schwacha pochází od Leopolda Fr. Stanke v Olomouci. Během první světové války byl nejspíše rekvírován a roku 1919 nahrazen ocelovým zvonem Josef. | [ 26 ] [ 27 ] |
| 1855      | Dobromilice                                                         | | [ 5 ]         |
| 1856      | kaple Božského Srdce Páně, Police (okres Vsetín)                    | váha 56 kg, zasvěcený Panně Marii a sv. Floriánovi. V roce 2007 byl repasován | [ 28 ] [ 29 ] |
| 1856      | Jívová                                                              | | [ 5 ]         |
| 1858      | Bravinné                                                            | | [ 5 ]         |
| 1859      | Hynčice u Krnova                                                    | | [ 5 ]         |
| 1861      | kaple, Krnov                                                        | | [ 5 ]         |
| 1861      | Guntramovice                                                        | | [ 5 ]         |
| 1861      | Pivonín                                                             | | [ 5 ]         |
| 1861      | Kosov                                                               | | [ 5 ]         |
| 1861      | radnice, Uhřičice                                                   | zvon z roku 1793, který praskl při požáru, byl přetaven v roce1861 na dva menší sv. Josef a sv. Marie. Zvon sv. Josef byl rekvírován za první světové války. Zvon sv. Marie rekvírován za druhé světové války, po válce nalezen v Hamburku a vrácen do obce. Do roku 1998 byl zavěšen v kostele v obci Polkovice, pak byl vrácen a po opravě zavěšen na věž radnice v Uhřičicích. Horní část zvonu je zdobena ornamentem. Na zvonu je v horní části nápis: HONORI IMAC. CONCEPTION : B.V.MARIAE, u spodního okraje jména tehdejších představitelů obce a tvůrce zvonu ANTON SKŘEPEC PŘEDNOSTA ŠTĚPÁN SKOPAL A FR. TICHY RADNY A L.F.STANKE OLOMUCII FUSA 1861. | [ 30 ]        |
| 1862      | kostel sv. Jiří, Lomnice                                            | zvon sv. Jana Křtitele byl ulit za zničené zvony po požáru v roce 1854 | [ 2 ]         |
| 1862      | kostel Povýšení sv. Kříže, Město Libavá                             | z dílny Leopold František Stanke byly ulity pravděpodobně dva zvony zvon sv. Florián z roku 1862, průměr 66 cm, 176 kg, rekvírován asi v roce 1914, nebo zvon sv. Barbora, průměr 53 cm, 126 kilogramů, 5. malý zvon o průměru 38 cm a hmotnosti 29 kg | [ 3 ]         |
| 1862      | Matějovice                                                          | | [ 5 ]         |
| 1862      | Bohušov                                                             | | [ 5 ]         |
| 1863      | Linhartovy                                                          | | [ 5 ]         |
| 1863      | kostel sv. Jiří, Lomnice                                            | zvon Panny Marie, průměr 82 cm, ulit za zničené zvony po požáru v roce 1854. Rekvizice 17. října 1916 | [ 2 ]         |
| 1863      | kostel sv. Bartoloměje, Březnice                                    | váha zvonu 85 kg, průměr 53 cm, výška 48 cm nesl nápis: Nákladem obce Březnické l. P. 1863 lil mě L. F. Stanke v Olomouci | [ 9 ]         |
| 1864      | Červenky                                                            | | [ 5 ]         |
| 1865      | Dolní Újezd (okres Přerov)                                          | zvon čtyř centový, nesl nápis: Nákladem Jana Kopečného v Dol. Újezdě. Lilmne L. F. Stanke v Olomouci L. P. 1865 a na dolním okraji zvonu byl nápis: Hlasem svým slavné dně oznamuje – živých k službám Božím shromažďuje – mrtvých do hrobu provazuje. | [ 21 ]        |
| 1866      | Široká Niva                                                         | | [ 5 ]         |
| 1867      | Ostrava-Krásné Pole                                                 | | [ 5 ]         |